# Онук

Дід-повстанець і внук

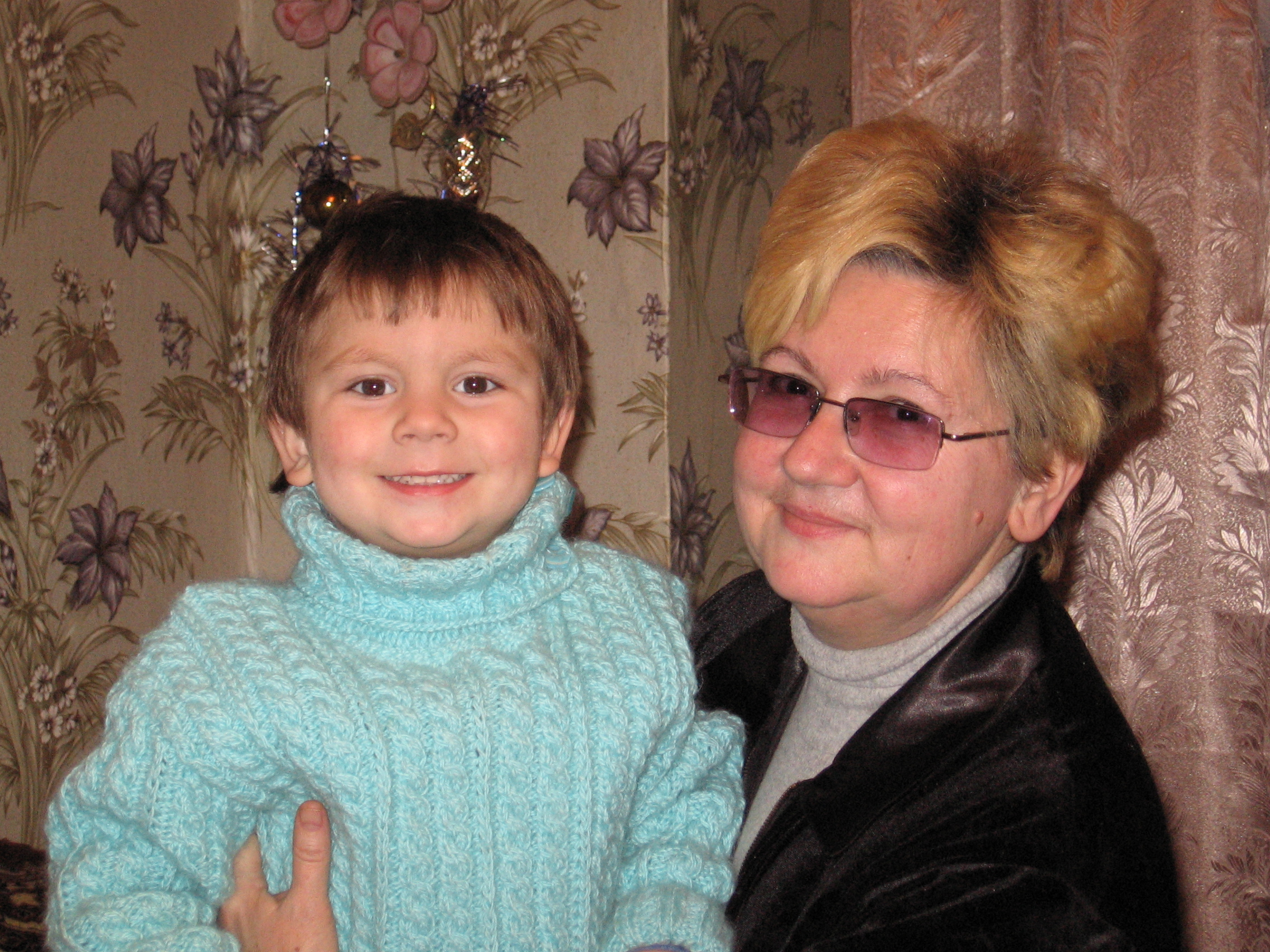
Бабуся і внук

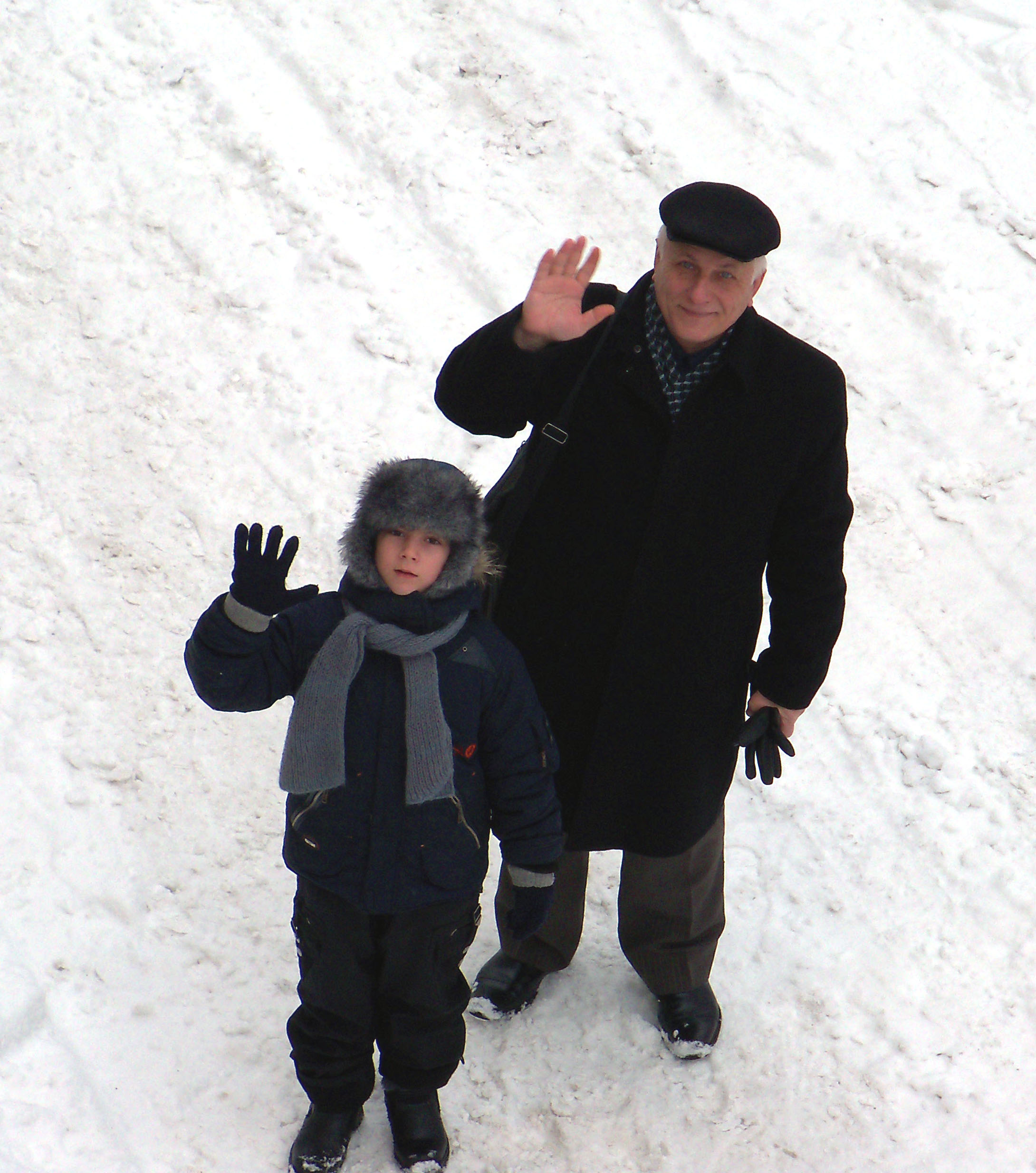
Дід і внук — снігова прогулянка.

Онук, внук — син сина або дочки, двоюрідний онук — син племінника або племінниці.

Онука, онучка (внучка) — дочка сина або дочки, двоюрідна онука — дочка племінника або племінниці.
Внуки мають певні права та обов'язки щодо діда і бабці як по батьківській, так і по материнській лінії. Так, неповнолітні, що мають потребу, або непрацездатні повнолітні, мають право на отримання матеріального забезпечення (аліментів) від діда та бабці, що мають достатній дохід, за умови, якщо вони не можуть одержувати це забезпечення від своїх батьків. У свою чергу внуки, що мають достатній дохід, зобов'язані забезпечувати діда і бабцю у разі їх непрацездатності та потреби, якщо вони не можуть одержати забезпечення від свого подружжя або дітей. Внуки та правнуки, дід і бабця мають права спадкоємства один після одного. Внуки та правнуки успадковують згідно із законом після діда (бабці), якщо до часу відкриття спадку немає в живих того з батьків, який був би спадкоємцем, причому вони успадковують порівну в тій частці, яка належала б при спадкоємстві згідно із законом їхньому померлому батькові. Дід і бабця з боку батька і з боку матері успадковують після внуків серед інших спадкоємців другої черги.